# Tayloria braithwaitiana
Tayloria braithwaitiana är en bladmossart som beskrevs av Pierre Tixier 1974. Tayloria braithwaitiana ingår i släktet trumpetmossor, och familjen Splachnaceae. Inga underarter finns listade i Catalogue of Life.